# Keith Kirkland
Keith Lindsay Hugh Kirkland (* 22. Oktober 1900 in Cargo, New South Wales; † 24. Oktober 1971 in Sydney, New South Wales) war ein australischer Schwimmer.

## Leben
Kirkland schwamm für den Split Swimming Club in Mosman.
Bei den Olympischen Spielen 1920 in Antwerpen trat Kirkland in drei Wettbewerben an. Über 100 Meter Freistil schied er im Halbfinale aus. Über 400 Meter Freistil gab er im Halbfinale auf. In der 4-mal-200-Meter Freistilstaffel erreichten Harry Hay, William Herald, Ivan Stedman und Keith Kirkland das Finale mit der zweitschnellsten Zeit. Im Endlauf erreichten Harry Hay, William Herald, Ivan Stedman und Frank Beaurepaire das Ziel 21 Sekunden hinter der Staffel aus den Vereinigten Staaten, hatten aber ihrerseits zwölf Sekunden Vorsprung auf die drittplatzierten Briten. Kirkland erhielt keine Medaille. Die Regel, dass auch im Vorlauf eingesetzte Staffelmitglieder Medaillen bekommen, wurde bei Olympischen Spielen erst 1984 eingeführt.
Kirkland schloss ein Medizinstudium an der Sydney University ab und war später einer der Gründer der Australian Urologic Society sowie Vizepräsident der International Urological Society. Als Direktor des Sydney Hospital war er verantwortlich dafür, dass dort die erste Dialyse-Station in Australien eingerichtet wurde.